# Saignes, Cantal
Saignes är en kommun i departementet Cantal i regionen Auvergne-Rhône-Alpes i mitten av Frankrike. Kommunen ligger  i kantonen Saignes som ligger i arrondissementet Mauriac. År 2022 hade Saignes 821 invånare.

## Befolkningsutveckling
Antalet invånare i kommunen Saignes
Referens:INSEE

## Galleri

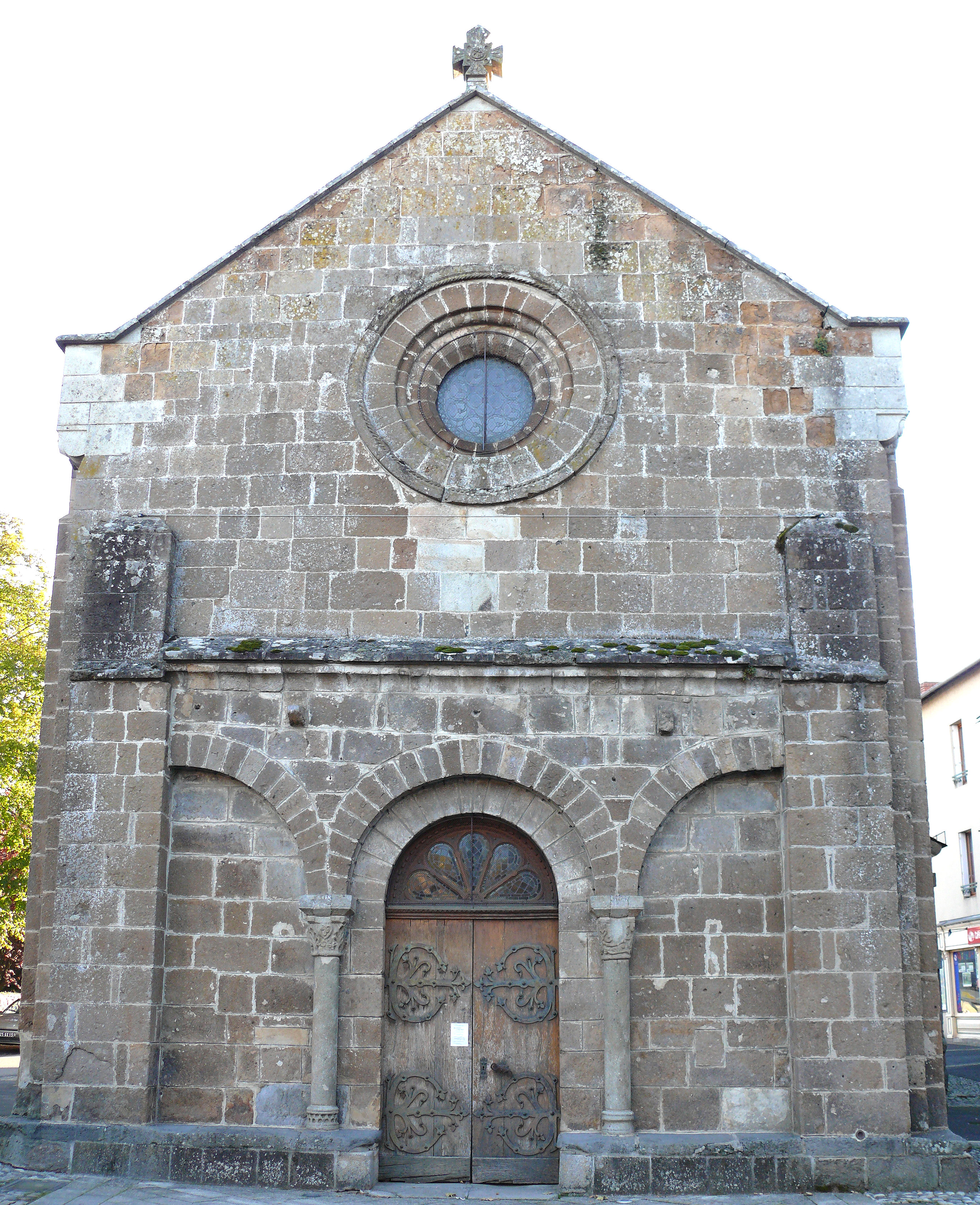
Kyrkan
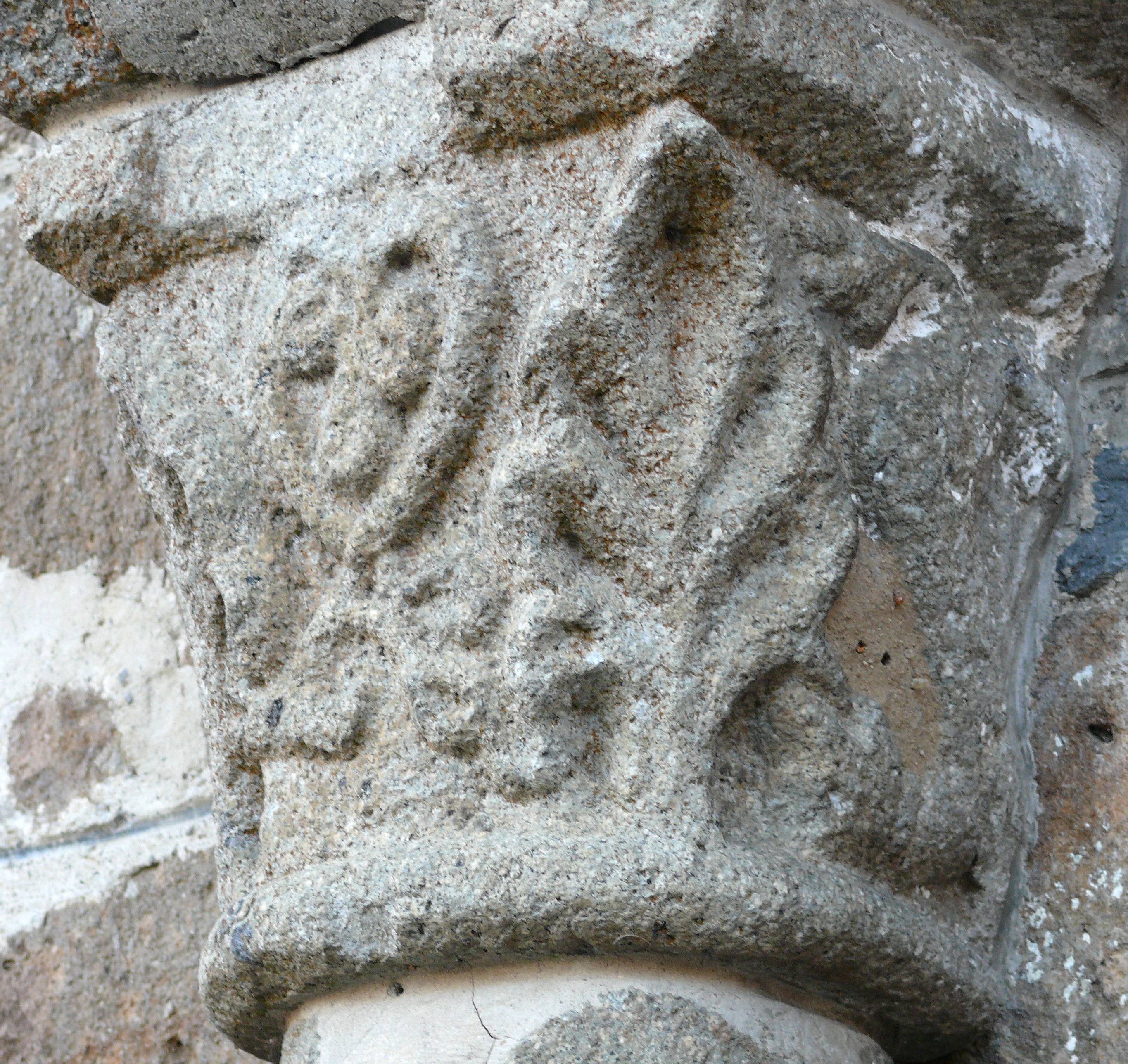
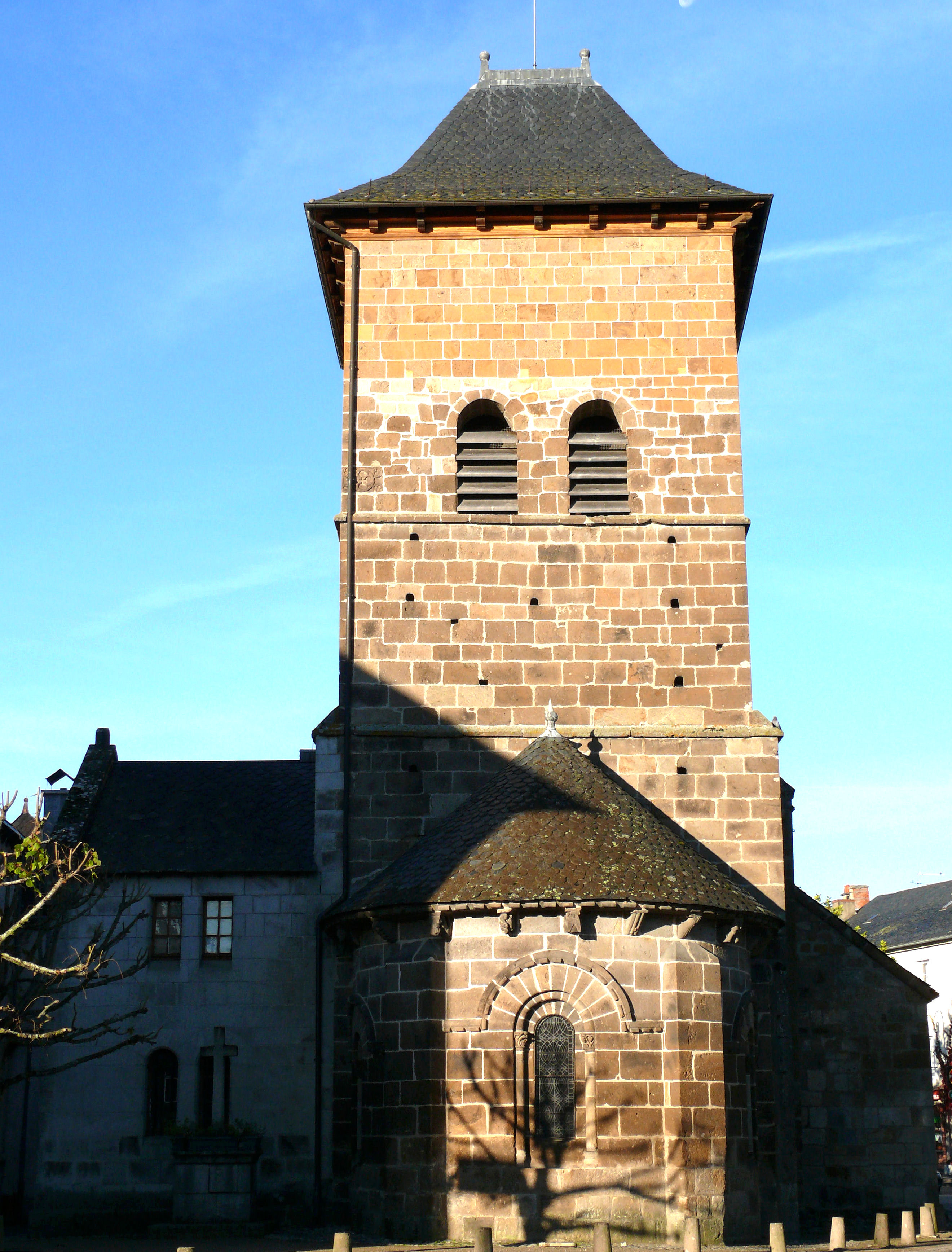
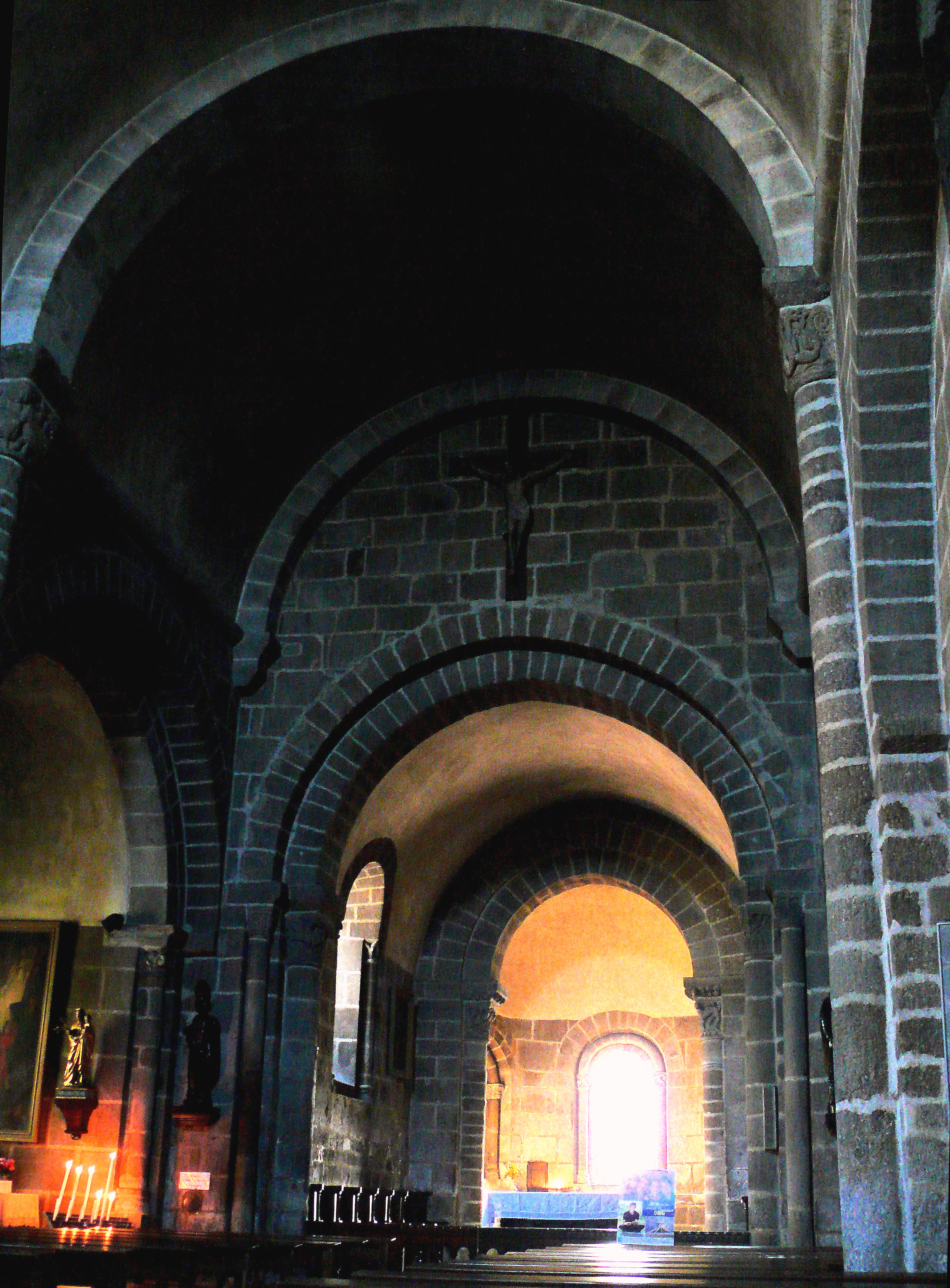
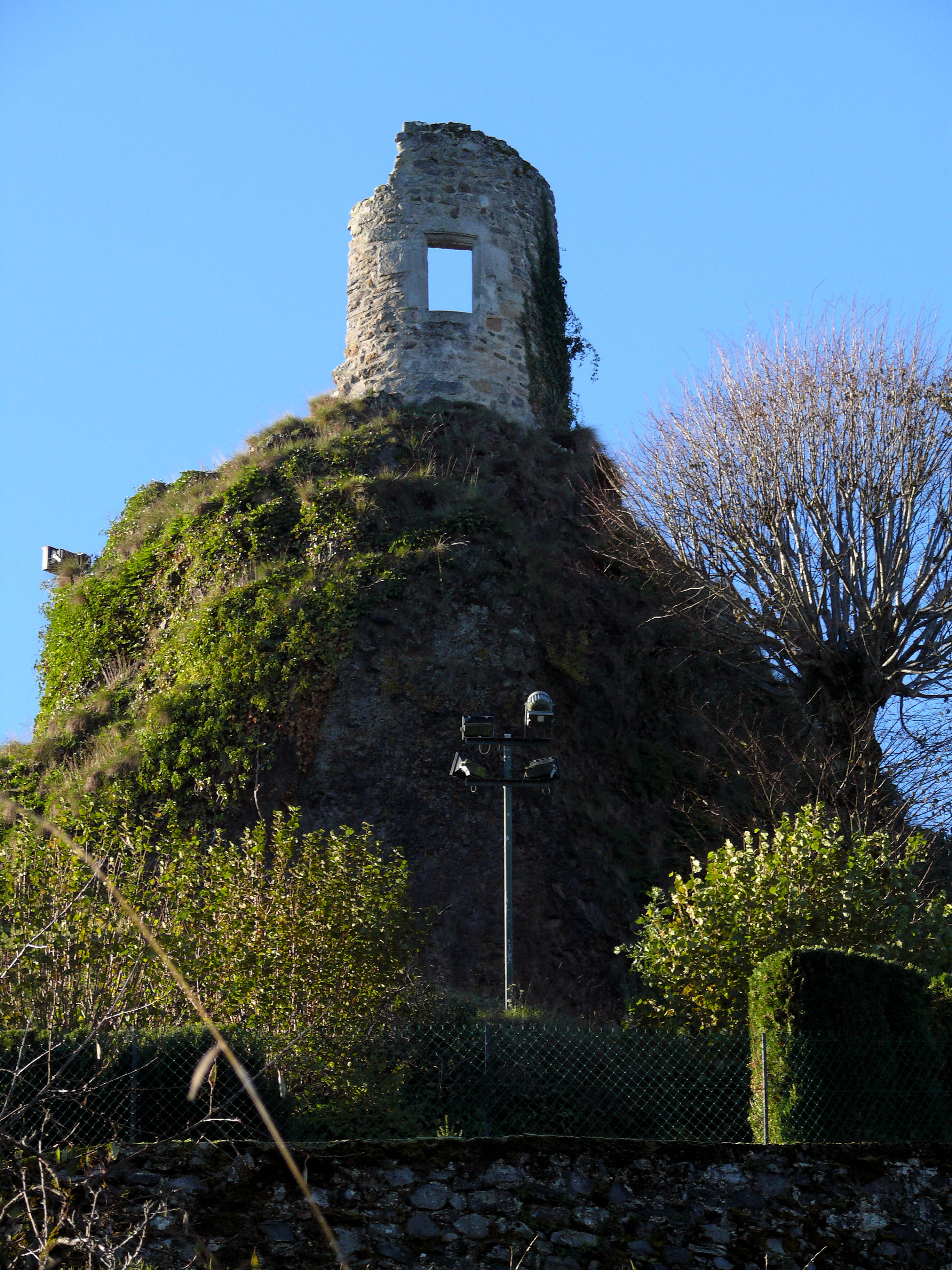
Slottet
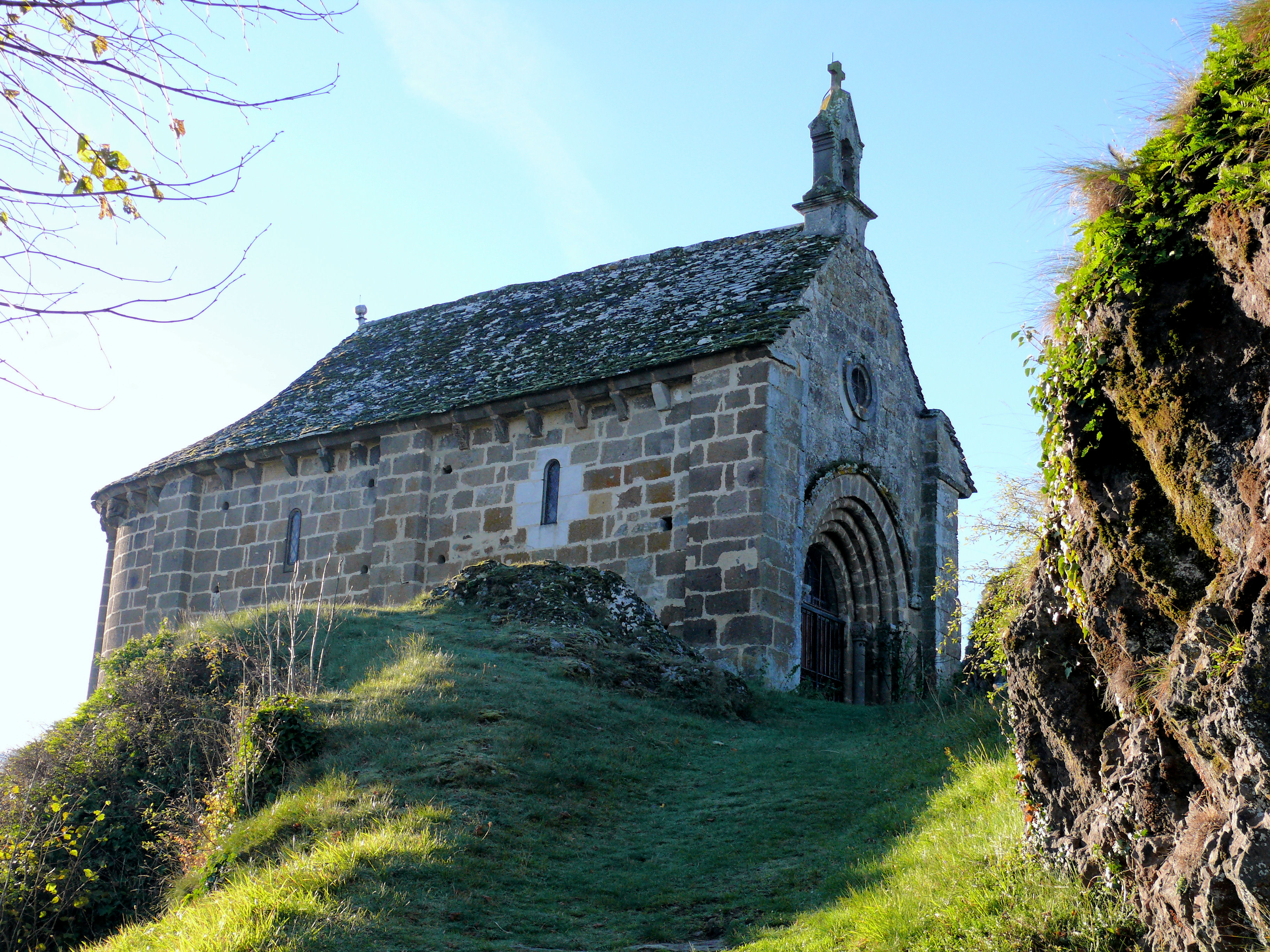
Slottskapellet
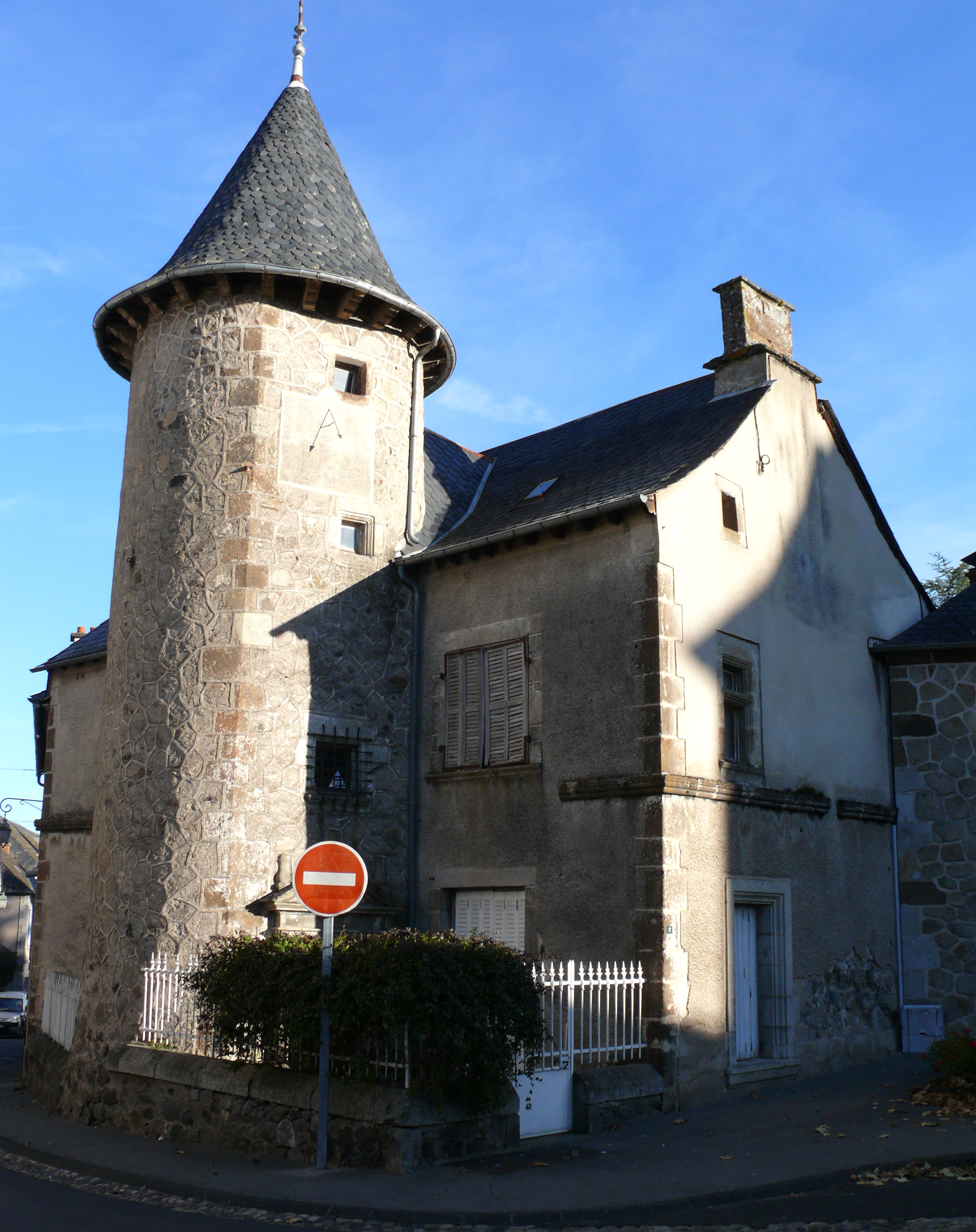